# 马伯利诉麦迪逊案
马伯利诉麦迪逊（Marbury v. Madison，5 U.S. 137 (1803)）是美国最高法院于1803年判决的一个案例。庄园主马伯利由于上届政府的疏忽，而未收到“太平绅士”的委任状，而继任政府的国务卿麦迪逊拒绝承认委任的合法性及将委任状下发。根据1789年美国国会通过的《司法法》第13条，最高法院对此具有初审管辖权，于是马伯利直接向当时并无实权的最高法院提起诉讼，要求得到自己的委任状。在由首席大法官约翰·马歇尔主笔的判决意见中，裁定麥迪遜應下發委任状，但同时首次运用司法审查权，判定1789年美国国会通过的《司法法》因为违宪而无效，理由是根据美国宪法第三条第二項第二款，最高法院对此案并不具有初审管辖权，而仅具有上诉管辖权，故将案件撤销。虽然马伯利未得到委任状，但美国最高法院得以在避免与行政权正面冲突的基础上，树立了对宪法的解释权，即司法审查权。由此开始，司法权成为制衡行政权和立法权的第三种权力，确立了美国三权分立的宪政体制。

## 背景

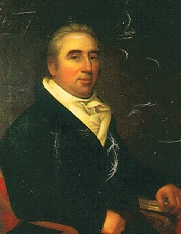
威廉·马伯利

1801年2月4日，约翰·马歇尔宣誓就职最高法院首席大法官，当时最高法院并无专门建筑，众议院和参议院通过决议，将国会大厦一楼的一个房间给最高法院开庭使用。宪法也未将最高法院的权限定义清楚，所以对于最高法院的作用，人们有不同认识，并引发各种分歧和争论。许多人认为最高法院的作用最多只能解释法律而不能推翻法律。最高法院1790年-1800年的最初十年中只审理了100多起案件，而且多为涉及海事、财产和商务的非宪法案件。不过乔治·华盛顿对最高法院的大法官们寄予厚望，在给大法官的信中，他相信“联邦政府的稳定与成功”很大程度上有赖于“其法律的解释和执行”。所以，他认为“重要的是，司法制度不仅应该行动独立，而且，其组织构成也应该尽可能完美”。他希望大法官能够坦率地告诉他所遇到的各种问题，这样，他和立法部门就可以进行改正。尽管有华盛顿的支持，最高法院的大法官还是要在每年的春秋季各3个月的时间中，在各自的巡回区内奔波审案。
其次，美国宪法第六条中虽然确立了《美利坚合众国宪法》的最高法地位，但美国宪法中却留下了一个重大瑕疵：它没有规定由哪个机关来进行违宪审查。实际上，出现违反宪法的情形是可預見的，但在由哪个机关进行违宪审查这一重大问题上，由于在制宪过程中存在着极大争议，对此在宪法中也就没有定论。在制宪者对于这一问题无法进行妥协的情况下，无论制宪者是出于有意还是无意，事实上，这一问题只能留待宪法在实际运行中去消解。

## 事实

### 联邦党下野前的不当做法
1800年美國總統選舉中，在任总统约翰·亚当斯的联邦党遭遇失败，托马斯·杰斐逊因和阿隆·伯尔得票相同，众议院多次以州为单位重新投票，杰斐逊最终于1801年2月17日当选。在同时举行的国会选举中，联邦党也失去多数。在其任期的最后阶段，亚当斯利用手中的总统权力及其由联邦党人所控制的国会，对司法部门作了重大调整，并且迅速委任了大批的联邦党人出任联邦法官。正好在1800年12月，美国最高法院首席大法官埃尔沃思辞职，亚当斯即提名时任国务卿的马歇尔继任为最高法院首席大法官，这一提名立即获得国会批准。但是马歇尔并未立即就任，而是根据亚当斯的要求，续任国务卿至换届为止。与此同时，联邦党人国会1801年2月13日通过《司法法》将联邦巡回法院由3个增加到6个，增加了16个联邦巡回法官；两个星期后又通过了《哥伦比亚特区组织法》，成立了特区法院，在1801年3月3日，由当天卸任的亚当斯总统连夜任命42位“太平绅士”，后人将这些法官戏称为“午夜法官”（英語：midnight judges）。这些做法，尤其是这两部法律激怒了杰斐逊。

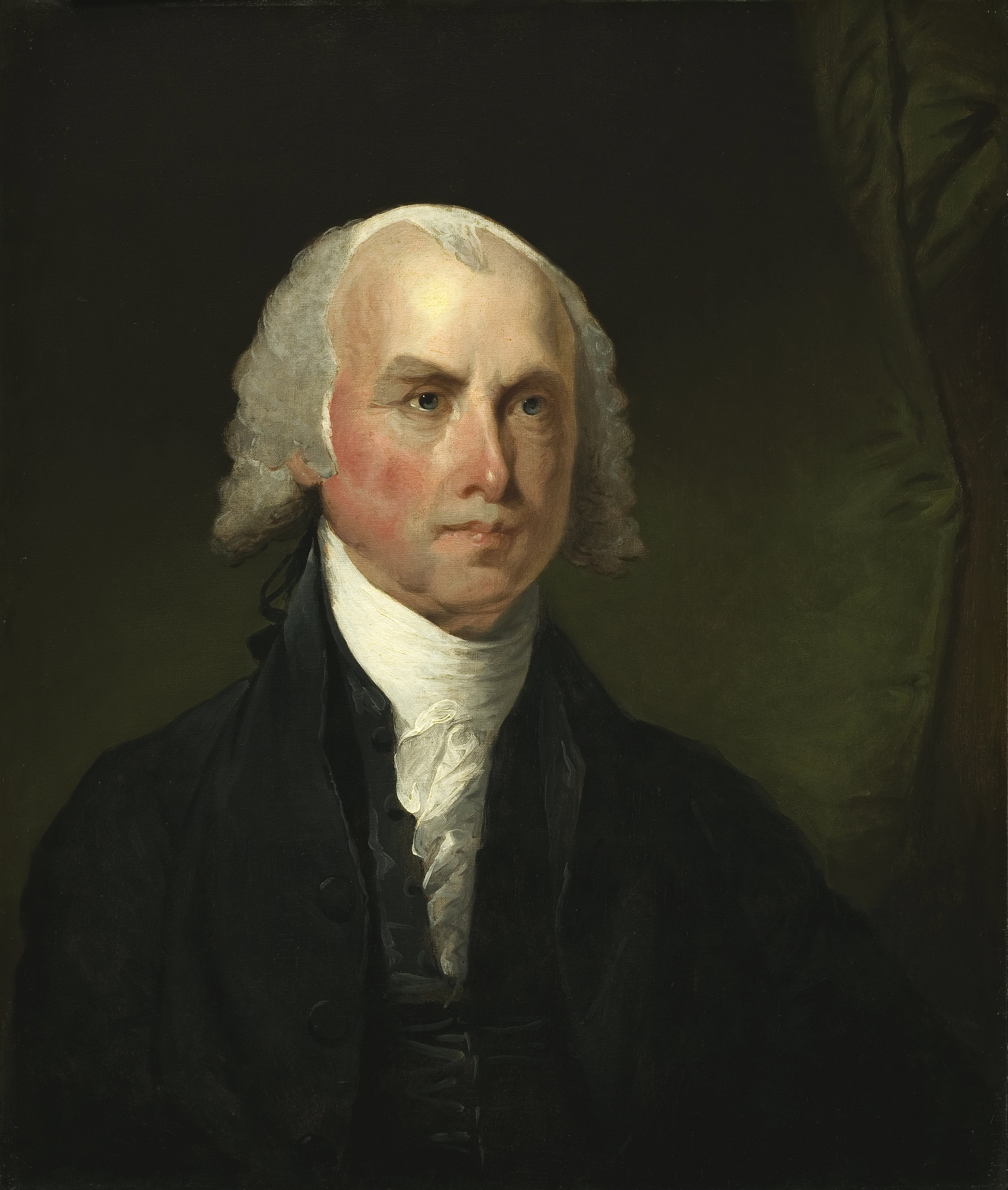
国务卿詹姆斯·麦迪逊

根据上述两项新的法律，即将卸任的亚当斯总统一共任命了50多名法官，全部都是右翼联邦党人。本案原告威廉·马伯利（William Marbury）——一位来自马里兰州的银行家兼庄园主，也成为“午夜法官”之一。参议院批准了这些任命。即将卸任的总统也签署的委任状，接下来的工作应由国务卿——同时也是正式就任首席大法官的马歇尔，在委任状上加盖美利坚合众国的国玺，然后发出。马歇尔于1801年3月3日抓紧送发委任状，但是由于最后时刻工作过多，有17份委任状未在马歇尔卸任国务卿之前发出。1801年3月4日，托马斯·杰斐逊就任总统，并任命詹姆斯·麦迪逊为国务卿。他得知此事后，对亚当斯卸任前的这些做法十分恼火，决心采取措施纠正，指令其国务卿詹姆斯·麦迪逊不得发出这些委任状。
1801年12月，马伯利和另外四名没有收到委任状的法官一起，直接向最高法院一审起诉詹姆斯·麦迪逊，要求最高法院颁布执行令，指令麦迪逊将委任状投递给他们。依据是国会于1789年颁布的《司法法》第13条规定，针对联邦官员提出执行令的案件，最高法院具有初审管辖权。

## 马歇尔的选择
这似乎只是一个最高法院能否向国务卿下达执行令的问题。从表面上看最高法院有两种选择，要么否认拥有针对行政机关下达执行令的权力，并驳回马伯利的申请，如果作此选择，将意味着放弃宪法赋予最高法院司法权的实质；要么命令麦迪逊发给马伯利委任状，这样可以宣称最高法院具有约束行政机关遵守法律的权力，但这只是“纸面的宣告”，因为最高法院并不具有执行自己命令的权力，可以预见杰斐逊和麦迪逊将拒绝发出委任状。无论最高法院采用这两种选择中的哪种，都将使其地位下降到行政机关和国会以下的次等位置。所以实质上最高法院此时面临的是自身法律地位的问题，宪法赋予最高法院与行政权、立法权同等的权力，但是否能够得以确立？又以何种方式正式确立？问题放在马歇尔法官面前。

### 第三种选择
马歇尔对于政治事务与法律问题同样内行，他找出《司法法》与宪法的矛盾点，并聚焦于此：
- 美国宪法第三条第二款第二项是这样写的：“涉及大使、其他使节和领事以及一州为一方当事人的一切案件，其初审权属于最高法院。对上述的所有其他案件，无论是法律方面还是事实方面，最高法院有上诉审理权，但须遵照国会所规定的例外和规则。”[12]可见，根据宪法的这一规定，联邦最高法院的一审案件管辖权只限于两类：

1. 以大使、其他使节和领事为一方当事人的一切案件；
2. 一州为一方当事人的一切案件。

- 1789年《司法法》第13条是这样写的：“在法律原则和习惯所容许的范围内，美国最高法院有权向联邦政府现职官员下达执行令，命其履行其法定义务。”[13]可见1789年《司法法》第13条所规定的联邦最高法院管辖的一审案件有三类，即除了宪法中规定的两类外，还包括在联邦行政部门不履行法定职责时，当事人向联邦最高法院起诉请求向联邦行政部门发布强制执行令的案件。

由此可知，1789年《司法法》第13条扩大了宪法赋予联邦最高法院的一审案件的管辖权，这就涉及1789年《司法法》第13条扩大的部分是否有宪法依据、是否违反了宪法的问题。而马伯利恰恰是依据1789年《司法法》第13条中扩大了宪法规定的联邦最高法院一审案件管辖权的规定向联邦最高法院提起的诉讼。马歇尔选择了运用司法审查权，裁定1789年《司法法》的第13条违宪。这样马歇尔就使自己摆脱了两难境地，理由是宪法赋予最高法院的一审案件管辖权是排他性的，不能通过国会的法律加以扩大。所以最高法院否决马伯利的申请并不是因为行政机关高于法律，而是因为马伯利直接要求最高法院颁布执行令，而最高法院本身并不具有此案的一审案件管辖权。

## 判决

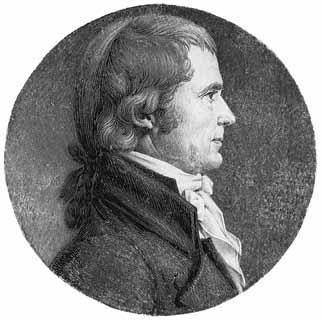
约翰·马歇尔1808年

1803年2月24日，马歇尔宣布了由他自己撰写的最高法院判决意见，他首先提出了三个问题：

### 问题
1. “申诉人是否有权取得他所要求的委任状？”[17]
2. “如果他有权，而这种权利已受到侵犯，他所在州的法律是否向他提供补救办法？”[18]
3. “如果法律确实向他提供补救办法，是否即为本院发出的执行令？”[18]

### 答案
马歇尔在判决意见中接下来作出了这样回答：
1. 对于第一个问题，马歇尔是这样回答的：“合众国总统通过签署马伯利先生的委任状，任命他为哥伦比亚特区华盛顿县的一名太平绅士，国务卿盖在委任状上的合众国国玺是总统签名正式有效及委任业已完成的确证；委任状授予他担任此项职位五年的合法权利。”[18]
2. 对于前述第二个问题，马歇尔的回答也是肯定的。他说“每个人受到侵害时，都有权要求法律保护。合众国政府被宣称为法治政府，而非人治政府，如果它的法律不能对于合法权利进行保护与补偿的话，那么就不配享有这个荣誉。”[16]“太平绅士作为司法系统中的一员，并不像各部部长一样从属于总统的酌情权。所以总统于该案中的作为必须要经受司法审查。”[來源請求]也就是说，国务卿麦迪逊不得剥夺马伯利既得的权利，帮助马伯利从麦迪逊处得到委任状是法院的责任。[13]
3. 对于第三个问题，马歇尔笔锋一转，给出一个否定的回答。马歇尔认为虽然法院有权向行政官员发出执行令，但在马伯利案中，最高法院仅具有“上诉管辖权”，而不具有“初审管辖权”；简单地说，就是马伯利告错了地方。[13]

### 結論
马歇尔的根据是如前所述的宪法第三条第二款第二项；而马伯利在最高法院起诉，是参考了如上所述的1789年《司法法》第13条，于是马歇尔斩钉截铁的指出，《司法法》这一条与宪法冲突，非法扩大了最高法院的权限。
在马歇尔的判决意见中，有一部分是这样写的：“宪法要么是一项用普通方法不可改变的最高法，要么就是与普通法处于同等地位，并且像其他立法一样，立法机关想要改变就可以改变。倘若前一种选择是正确的，那么违反宪法的立法就不成其为法律；倘若后一种选择是正确的，那么成文宪法就是人民想要限制一项其本身性质是无限权力的荒谬企图。”马歇尔强调，“宪法构成国家的根本法和最高法律”，“违反宪法的法律是无效的”，“解释法律显然是司法部门的权限范围和责任”。马歇尔在判决意见中运用三段论推断出法院有审查法律是否违反宪法的职责：
- 大前提：宪法是最高法，具有最高的法效力；
- 小前提：法官在就职时宣誓忠于宪法；
- 结论：法官有维护宪法、判断法律是否违反宪法的职责。

由于法院拥有违宪审查权是由这一三段论推导出来的，而不是宪法上的明确规定，因而马歇尔在判决中说，法院的这一权力虽不是宪法上明确规定的，但它是宪法上“默示”的。据此，马歇尔得出结论，宪法的含义否定了最高法院拥有原诉管辖权；尽管1789年《司法法》赋予了最高法院原诉和上诉管辖权，但因违宪而无效，本案撤销。

## 分析
为了做出这一判决，并裁定国会的法律无效，最高法院宣布自己有权审查国会法律的合宪性。这是一个绝无仅有的时机，因为最高法院并未支持马伯利的申请，所以不会引发与杰斐逊的正面冲突。并且，作为司法权中的最强大的权力——司法审查权，是在裁定国会赋予最高法院额外管辖权的法律违宪，这样一个环境中得到声明的；这使得杰斐逊很难对此进行攻击；而且马伯利案正处于美国建国之初的1803年，倘若马歇尔这时不采取此一立场，最高法院第二次使用司法审查权是时隔54年后的斯科特诉桑福德案，到那时再提出以司法审查权来推翻国会法律，可能就很难得到认可。不过，后世有学者认为该论定并非无懈可击，因为1789年《司法法》原文可有多种合理的解释。马歇尔在本案中关于最高法院具有司法审查权的说法，并非首创。该学说起源于殖民时代和独立战争时期；在宪法成文时，对政府权力的限制措施，使得学说成为法律的一条固有原则；而马歇尔在马伯利案的判决意见中，则是把以前宣告过的内容以明确的形式确立下来。进一步说，马歇尔的判决意见之所以重要，是因为美国最高裁判机构以判决的形式阐述了自身具有司法审查权这样一个事实。司法机关和法官以法为依据进行判案，而当法律与宪法相抵触时，当然要适用法效力更高的宪法，不能适用法效力低而与宪法相抵触的法律。

## 影响

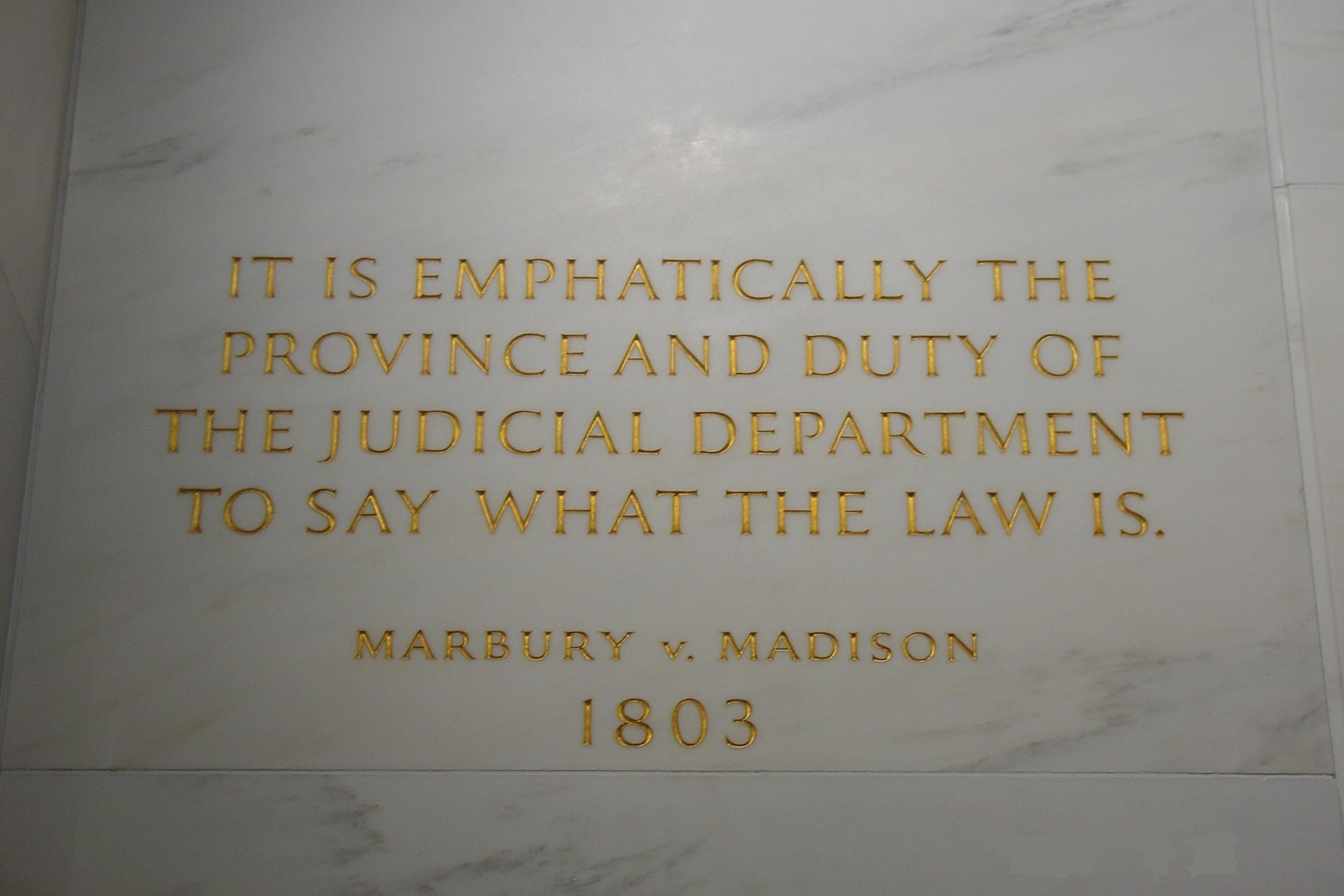
刻在美國最高法院牆壁上的判語

由于马伯利案是确立最高法院审查合宪性的第一案，所以该案对后世有深远影响，此案例后来被数百次的引用，成为被引用次数最多的案例。美国首席大法官马歇尔在这个案件中写下的著名的一句判语，现在被刻在美国最高法院的墙壁上：
“解释法律显然是司法部门的权限范围和责任。”
今天，几乎所有的宪法课程，一开始都会提到马伯利诉麦迪逊案，世界各国的立宪民主政体，都把这个案例奉为制衡之源。

### 批判
从理论上对马歇尔的判决提出有力批判的要数约翰·B·吉布森法官。他在宾夕法尼亚州最高法院审理埃金诉劳布案中，对马歇尔的判决提出了以下批驳：
1. 司法机关的正常的和主要的权力并未扩展到取消立法机关所制定的法令；
2. 凡适用于具有平等地位其他部门之一的东西，也应适用于政府的其他部门。司法机关有权解释宪法，那么立法机关至少有同样的宪法解释权。不解释宪法怎么可能依据宪法的精神制定具体的法律呢？
3. 相互制约的概念本身并不包含司法否决权的思想；
4. 他用另一个三段论来反驳马歇尔的三段论：

- 大前提：宪法是最高法，具有最高的法效力；
- 小前提：总统在就职时宣誓忠于宪法；
- 结论：总统有维护宪法、审查法律是否违反宪法的权力。

在美国宪法上，联邦的行政权属总统一个人，行政权实行总统高度集权制。因此，由总统来行使违宪审查权是不可思议的。由此得出结论来说，法院的违宪审查权并不是宪法上默示的权力，而是马歇尔从宪法那里“偷”来的权力。

### 引用
1. ↑  施瓦茨 2005，第40頁
2. ↑  特拉切曼 2008，第17頁
3. ↑  任东来 & 胡晓进 2007，第52-53頁
4. ↑  任东来 & 胡晓进 2007，第53頁
5. ↑  任东来 & 胡晓进 2007，第58頁
6. ↑  任东来 & 胡晓进 2007，第58-59頁
7. ↑  任东来 & 胡晓进 2007，第59頁
8. 1 2 3 4  施瓦茨 2005，第43頁
9. 1 2  任东来 & 胡晓进 2007，第62頁
10. ↑  施瓦茨 2005，第43-44頁
11. ↑  特拉切曼 2008，第19頁
12. ↑  布莱斯特 & 列文森 2002，第7頁
13. 1 2 3 4 5 6  任东来 & 胡晓进 2007，第64頁
14. ↑  特拉切曼 2008，第20頁
15. 1 2  施瓦茨 2005，第44頁
16. 1 2  任东来 & 胡晓进 2007，第63頁
17. ↑  库特勒 2006，第25-26頁
18. 1 2 3  库特勒 2006，第26頁
19. ↑  库特勒 2006，第28頁
20. ↑  施瓦茨 2005，第45頁
21. ↑  任东来 & 胡晓进 2007，第65頁
22. ↑  特拉切曼 2008，第22頁
23. ↑   胡锦光 ．《宪法学原理与案例教程》 ．北京 ：中国人民大学出版社 ，2013年